# Malpolon
Malpolon är ett släkte av ormar. Malpolon ingår enligt The Reptile Database i familjen Psammophiidae och enligt Catalogue of Life i familjen snokar. 
Arterna är med en längd upp till 2 meter stora ormar. De förekommer i södra Europa, Mellanöstern och norra Afrika. Individerna hittas ofta i halvöknar och andra torra landskap med buskar men de kan leva i mer fuktiga habitat. Släktets medlemmar är dagaktiva och de har ödlor och andra ormar som föda. Honor lägger ägg. Gifttänderna ligger längre bak i käken. Det giftiga bettet kan orsaka illamående, smärtor och svullnader hos människor.
Arter enligt Catalogue of Life:
- Malpolon moilensis
- Ödlesnok (Malpolon monspessulanus)

The Reptile Database godkänner den östra populationen av ödlesnok som art, Malpolon insignitus.